# Gloria (Cilea)
Gloria es una ópera trágica en tres actos, con música de Francesco Cilea y libreto en italiano de Arturo Colautti. Se trata de una variante de la historia de Romeo y Julieta, llevada a la Siena del siglo XIV. El libreto está basado en la obra La Haine (El odio) de Victorien Sardou (1874). El estreno de la ópera tuvo lugar el 15 de abril de 1907, en el Teatro alla Scala de Milán, bajo la dirección de Arturo Toscanini, con la soprano Salomea Krusceniski en el papel principal.
Gloria fue un fracaso en su estreno, y fue retirada de cartel después de sólo dos representaciones. La revisión de 1932 recibió una mejor acogida. Fue la última ópera de Cilea escenificada. En los 43 años posteriores al estreno de Gloria, Cilea trabajó sobre dos o tres óperas, que nunca fueron interpretadas, y continuó componiendo música orquestal y de cámara.

## Composición
Cómo en las óperas anteriores de Cilea, La arlesiana (1897) y Adriana Lecouvreur (1902), Gloria toma su título de la protagonista principal femenina. Esta vez fue Arturo Colautti, quien también había escrito el libreto de la ópera Adriana Lecouvreur, basándose en el caso de la ópera Gloria en la obra dramática La Haine de Victorien Sardou, un cuento trágico de dos amantes atrapados por el conflicto entre los güelfos y los gibelinos, en la Siena del siglo XIV. Cilea compuso Gloria mientras residía en la región de Liguria, en la ciudad de Varazze, en la cual vivió al final de su vida.

## Historia de las representaciones
El estreno de la ópera tuvo lugar el 15 de abril de 1907 en La Scala de Milán, bajo la dirección de Arturo Toscanini. Los papeles principales fueron cantados por Salomea Krusceniski, Pasquale Amato como su hermano Folco y Giovanni Zenatello como su amante Lionetto. A pesar de este importante reparto y dirección, el estreno supuso un fracaso, y la ópera fue retirada después de dos representaciones. Fue representada de nuevo en Roma y Génova en 1908, y de nuevo el año 1909 en el Teatro de San Carlo de Nápoles, con Emma Carelli en el papel de Gloria. A pesar de que la recepción en Nápoles fue bastante favorable, la ópera no consiguió hacerse un lugar en el repertorio habitual de los teatros italianos de ópera.
Cilea continuó revisando la partitura de Gloria a lo largo de los 20 años siguientes a aquellas primeras representaciones. Pietro Ostali, un gran admirador del compositor, compró la editorial Casa Sonzogno (el editor original de las óperas de Cilea), y decidió entonces promover una revisión de la obra. La segunda versión de la ópera, con libreto revisado por Ettore Moschino, sufrió cortes bastante extensos, según las sugerencias de Ostali, los más notables en la escena de la confrontación entre Folco y Lionetto del segundo acto. En esta versión, el nombre del personaje Folco fue cambiado a Bardo.
Esta nueva versión fue estrenada el 20 de abril de 1932 en el Teatro San Carlo de Nápoles, y fue muy recibida por la audiencia napolitana. Tuvo también una producción notable en Roma en 1938, con Maria Caniglia y Beniamino Gigli en los papeles principales. El escenario fue diseñado por el arquitecto y escultor Pietro Aschieri. A pesar de que tuvo también un estreno exitoso en alemán en el Dortmund Stadttheater, y en el mismo año representaciones en el exterior del Castillo Sforzesco de Milán y en la Piazza Baraccano de Bolònia, a finales de los 1930s Gloria cayó en el olvido una vez más.

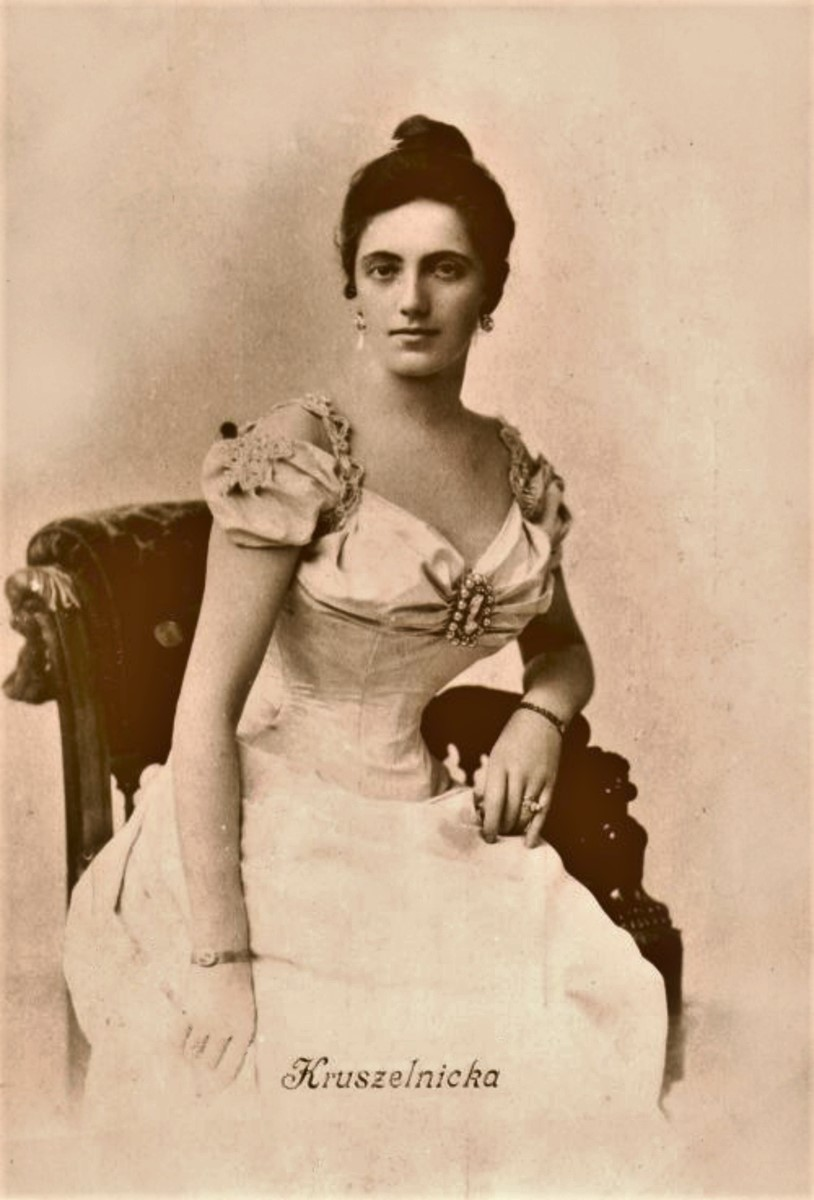
Salomea Krusceniski, quién cantó el papel femenino principal en el estreno de 1907

Hubo, sin embargo, dos representaciones más en el siglo XX. En 1969 la ópera fue retransmitida por radio por primera vez. Fernando Previtali dirigió la Orquesta Sinfónica y Coro de la RAI de Turín. Los papeles principales fueron cantados por Margherita Roberti y Flaviano Labò. En 1997 Gloria fue interpretada al aire libre al Festival San Gimignano, el cual usa los edificios medievales de la ciudad como escenario. Marco Pace dirigió la Orquesta del Festival de San Gimignano y el Coro de la Accademia San Felice, con Fiorenza Cedolins haciendo el papel de Gloria y Alberto Cupido el de Lionetto.

## Personajes
| Papel                                                                              | Tipo de voz   | Estreno, 15 de abril de 1907 (director: Arturo Toscanini) |
| ---------------------------------------------------------------------------------- | ------------- | --------------------------------------------------------- |
| Aquilante de' Bardi, un noble güelfo                                               | Bajo          | Nazzareno De Angelis                                      |
| Gloria, hija de Aquilante                                                          | soprano       | Salomea Krusceniski                                       |
| Folco (Bardo), hijo de Aquilante                                                   | Barítono      | Pasquale Amato                                            |
| Lionetto de' Ricci ("Il Fortebrando"), un capitán gibelino                         | Tenor         | Giovanni Zenatello                                        |
| Mujer de Siena                                                                     | soprano       | Nilde Ponzano                                             |
| Mujer de Orvieto                                                                   | mezzo-soprano | Adele Ponzano                                             |
| El obispo                                                                          | Bajo          | Costantino Thos                                           |
| Nobles, gente del pueblo, oficiales, guardias, dignatarios civiles y eclesiásticos |               |                                                           |

## Argumento
Lugar: Siena
Época: siglo XIV

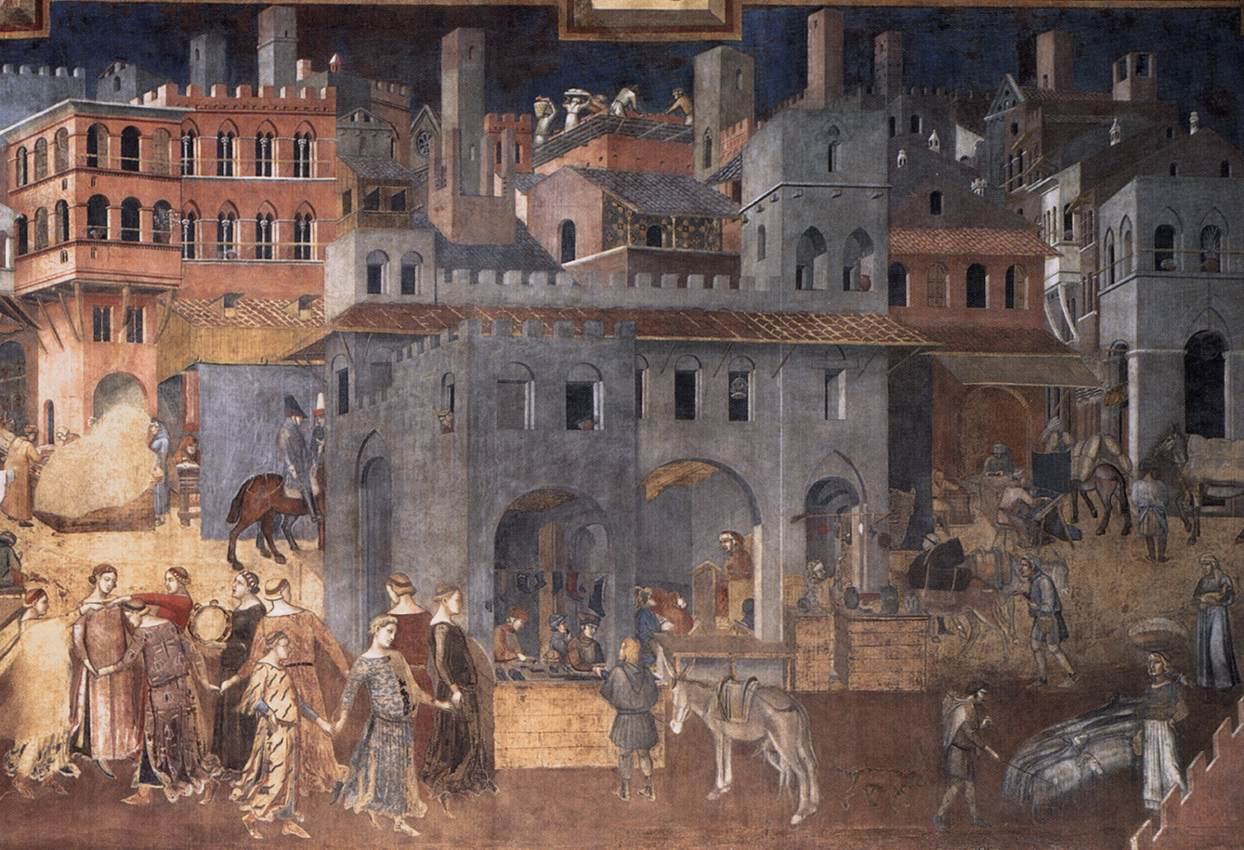
Siena en el, descrito por Ambrogio Lorenzetti

En la celebración de la inauguración de una nueva fuente en la plaza principal de Siena, los güelfos, que actualmente ocupan la ciudad, declaran una tregua temporal con los gibelinos exiliados y les permiten entrar en Siena durante las festividades, con la condición de que vayan desarmados y salgan de la ciudad al atardecer. Un coro de mujeres jóvenes canta las alabanzas de la fuente, "Oh! Puri marmi" (Oh! Mármol puro). Lionetto de' Ricci, uno de los exiliados, y Gloria, la hija del noble güelfo Aquilante de' Bardi, se sienten atraídos el uno por el otro cuando ella le da a beber a él del agua de la fuente. Gloria canta "Amore, amor! Fonte muta" (Amor, amor! Fuente silenciosa). Su hermano, Bardo, exige saber el nombre del exiliado. Lionetto explica la historia de su familia, "Storia lo di sangue" (Mi historia es una de sangre), y Aquilante se da cuenta de que Lionetto es el hijo del noble que previamente había entregado Montalcino a los gibelinos. Al atardecer, Lionetto se niega a salir de la ciudad a menos que pueda tomar a Gloria como su novia. En medio de las protestas airadas de Aquilante, Bardo, y los otros nobles güelfos, la capa de Lionetto cae, revelando no con sólo que va armado, sino también qué es un famoso condottiero de las fuerzas gibelinas, conocido como "Il Fortebrando". Los hombres de Lionetto, que también habían escondido sus espadas, acuden en ayuda de su capitán. Todos ellos, con Lionetto, huyen de Siena llevando a Gloria con ellos.
Acto 2
Fuera de los muros de Siena, Lionetto y las fuerzas gibelinas continúan el asedio de la ciudad. Gloria se encuentra detenida en una de las cámaras bajo la mirada de una mujer de Siena. La mujer la insta a aceptar a Lionetto como su marido, lo cual conduciría a la paz entre las dos facciones y evitaría la destrucción de Siena, cantando "Prigioniera de amor" (Prisionera del amor). Gloria se debate entre su amor por Lionetto y la lealtad a su padre y al pueblo de Siena: "Oh mia cuna fiorita" (Oh, mi cuna florida!). El hermano de Gloria, Bardo, entra en la cámara de Gloria disfrazado y le reprocha haber traicionado a su gente y causado la muerte de su padre, quien acaba de morir en la defensa de Siena. Ella le dice a Bardo que planea casarse con Lionetto como un sacrificio para poner fin a la lucha, pero él exige a Gloria que mate a Lionetto. Aterrada por la sangre que lleva, Gloria se niega a tomar la daga que le ofrece Bardo, pero promete a cambio envenenar a Lionetto. Bardo canta su admiración por ella, "O mia dolce sorella" (Oh, mi dulce hermana), y se va. Gloria canta una plegaria a la Virgen María, "Vergine Santa". Después de un interludio musical, Lionetto vuelve de la batalla. Se arrodilla ante Gloria y le dice que por amor a ella, él ha puesto fin al estado de asedio, cantando "Puro dolente son io" (Mientras estoy dolorido). Ella intenta beberse el veneno en vez de matar a Lionetto. Pero él golpea el vaso de vino envenenado, que cae al suelo, y entonces ella declara abiertamente su amor por él.
Acto 3
La boda de Gloria y Lionetto tiene lugar en la capilla de la familia de Gloria, con la tumba de su padre al fondo. El obispo y el corazón cantan un Magnificat. Después de la ceremonia, Lionetto abraza a Bardo en señal de paz. Bardo saca una daga de debajo su capa y apuñala a Lionetto, hiriéndole de muerte. Bardo trata entonces de forzar a Gloria a salir de la capilla, pero ella, trastornada de dolor, se niega a salir. Los sonidos de la batalla se escuchan, y Bardo se precipita fuera con sus hombres. Gloria y Lionetto se quedan sólo y se despiden el uno del otro mientras él muere, cantante "Gloria, ove sei?" (Gloria, ¿dónde estás?). Cuando Lionetto muere, Gloria coge la daga que le había matado, y se apuñala hasta la muerte, cayendo sobre el cuerpo de Lionetto.

## Grabaciones
La ópera ha tenido dos grabaciones completas, las dos de actuaciones en directo. La emisión radiofónica de la RAI conducida por Fernando Previtali en el año 1969 fue publicada en una versión remasterizada de Bongiovanni Records en 2005. La representación del Festival de San Gimignano de 1997, conducida por Marco Pace, fue publicada por Kicco Classic en 1998. Unos extractos de Gloria aparecen en Verismo (Decca Classics, 2009), con Renée Fleming cantando el aria de Gloria  "O mia cuna fiorita". La aria del personaje Lionetto denominada "Puro dolente son io" aparece ocasionalmente en discos de recitales de tenores.